# 中华近丽海葵
中华近丽海葵（学名：Paracalliactis sinica）为链索海葵科近丽海葵属的动物。在中国，分布于东海等海域，一般附着于寄居蟹的螺壳或活螺壳上。
其种加词sinica，意为“中华的”。